# Erechtia tricostata
Erechtia tricostata är en insektsart som beskrevs av Ernst Friedrich Germar. Erechtia tricostata ingår i släktet Erechtia och familjen hornstritar. Inga underarter finns listade i Catalogue of Life.